# Чанов Віктор Вікторович
Віктор Вікторович Чанов (21 липня 1959, Донецьк, Українська РСР, СРСР — 8 лютого 2017, Київ, Україна) — радянський і український футболіст, грав на позиції воротаря. Майстер спорту міжнародного класу (1980). Заслужений майстер спорту СРСР (1986). Заслужений працівник фізичної культури і спорту України (2004). Український футбольний тренер.

## Біографія
Віктор Чанов народився 21 липня 1959 року в Донецьку (нині Україна) в спортивній родині. Батько Віктор Гаврилович виступав за донецький «Шахтар», а брат, В'ячеслав Вікторович — за донецький «Шахтар» та московське «Торпедо».
Віктор розпочинав кар'єру гравця у донецькому «Шахтарі», де відіграв три роки (1978-1981). Звідти потрапив до юнацької збірної СРСР, з якою виграв першість Європи. Потім перейшов до київського «Динамо», якому присвятив найкращі роки своєї кар'єри. У 1982—1990 роках у воротах київського «Динамо» провів 202 матчі у рамках чемпіонату СРСР.
Один з найкращих воротарів СРСР 1980-х років. Коли став воротарем збірної, то перший м'яч пропустив лише у 10-й за рахунком грі.
У 1990 році Чанов зіграв свій останній сезон у київському «Динамо» і переїхав до Ізраїлю, де виступав за місцеві футбольні клуби «Маккабі» (Хайфа) та «Бней-Єгуда» (Тель-Авів). Під час виступів за «Маккабі» Чанов встановив рекорд клубу — чотирма першими «сухими» матчами поспіль.
Був тренером (1995—1996) і головним тренером (1996) клубу ЦСКА-Борисфен (Київ).
З грудня 2006 року повернувся у футбол та працював тренером воротарів у київському «Динамо», але швидко пішов з цієї посади.
8 лютого 2017 року Віктор Чанов помер внаслідок травм від жорстокого побиття. Однак інформацію про побиття спростовують невістка та колишній одноклубник Чанова. 11 лютого 2017 року відбулося прощання з Віктором Чановим на стадіоні «Олімпійський» у Києві. Похований на Байковому кладовищі (ділянка № 52а).

## Збірна СРСР
- Загалом зіграв 21 матч, пропустив 8 м'ячів.
- Перший матч: 10 березня 1982 року з Грецією 2:0
- Останній матч: 16 травня 1990 року з Ізраїлем 2:3
- Неперевершене досягнення: суперники змогли забити йому перший гол лише через 7,5 років після дебюту в збірній, у 17-му за ліком матчі. До 21 вересня 1989 року Чанов пропустив лише автогол від власного захисника.

## Досягнення
- Віцечемпіон Європи: 1988
- Переможець Кубка володарів кубків: 1986
- Чемпіон СРСР (3): 1985, 1986, 1990 років.
- Володар Кубка СРСР (5): 1980, 1982, 1985, 1987, 1990 років.
- Чемпіон Ізраїлю: 1991
- Володар Кубка Ізраїлю (2): 1991, 1993
- Чемпіон Європи (U-18): 1978
- Чемпіон Європи (U-21): 1980
- Володар призу «Воротар року»: 1986.
- Член Клубу Євгена Рудакова: 192 матчі на «0».

### Державні нагороди
- Орден «За заслуги» II ст. (13 травня 2016) — за вагомі особисті заслуги у розвитку і популяризації вітчизняного футболу, піднесення міжнародного спортивного престижу України та з нагоди 30-річчя перемоги у фінальному матчі Кубка володарів кубків УЄФА, здобутої під керівництвом головного тренера футбольного клубу «Динамо» (Київ), Героя України Лобановського Валерія Васильовича[8][9].

## Поховання
Віктор Чанов похований 11 лютого 2017 року на Байковому кладовищі у місті Києві.

## Вшанування
23 червня 2018 року на головному полі спорткомплексу «Місто спорту», розташованому у столичній зоні відпочинку «Гідропарк», відбувся бліц-турнір пам'яті видатного голкіпера Віктора Чанова. У турнірі взяли участь команди зірок «Шахтаря», «Динамо», збірна українських ЗМІ, а також команда організаторів турніру «Фортуна». Ворота останньої захищав син легендарного українського голкіпера — Вадим Чанов.